# Madagaskar-Hundskopfboa
Die Madagaskar-Hundskopfboa (Sanzinia madagascariensis) ist eine auf Madagaskar beheimatete Schlange aus der Familie der Boas.

## Beschreibung
Die Madagaskar-Hundskopfboa wird durchschnittlich etwa 200 cm lang. Die Größe der Tiere bestimmt das sehr variable Verbreitungsgebiet. So sind Tiere bekannt, die nicht größer als 150 cm geworden sind, andere wiederum sind mit 250 cm oder sogar noch etwas mehr fast doppelt so groß geworden. Genauso die Grundfärbung der Tiere, sie schwankt im Nordosten zwischen dunkelgrünen bis blau-türkisen Farbtönen, die im Südwesten mehr ins beige-braune wechseln. Über den gesamten Körper verlaufen unregelmäßige Querbänder, die heller als die Grundfärbung abgesetzt sind, meist sind diese fast weiß. Die Pupillen sind senkrecht geschlitzt und die Augenfarbe ist schwarz. Die Kopfform ist bei den meisten Tieren herzförmig. Der Körper bleibt vermutlich auch durch die sehr guten Kletterkünste für Boas eher etwas schlanker. Der Schwanz wird auch gelegentlich auch als Greifschwanz genutzt. Neben der Kloake befinden sich wie bei allen Riesenschlangen die Aftersporne. Wie auch einige Arten aus der Unterfamilie der Boaschlangen (Boinae) hat die Madagaskar-Hundskopfboa wärmeempfindliche Sinnesgruben, die Labialgruben. Sie sind in einer Schuppenreihe entlang der Ober- und Unterlippe angeordnet und ermöglichen es dieser Schlange, auch bei völliger Dunkelheit auf die Jagd zu gehen.

## Verbreitungsgebiet

### Verbreitung

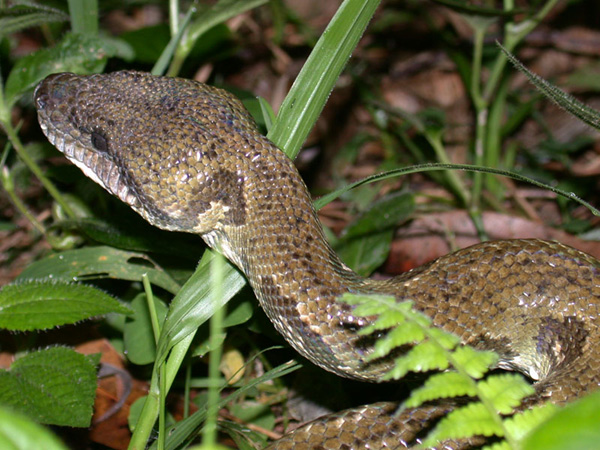
Madagaskar-Hundskopfboa

Das Verbreitungsgebiet der Madagaskar-Hundskopfboa erstreckt sich über die gesamte Insel Madagaskar, auch auf den nicht weit entfernt gelegenen Maskarenen und der Insel Réunion wurden schon Vorkommen dieser Art verzeichnet. Es wurden auch auf einigen vorgelagerten kleinen Inseln um Madagaskar schon Exemplare gefunden.

### Lebensraum
Die sehr anpassungsfähige Madagaskar-Hundskopfboa, mit ihren vielfältig Körper- und Farbvarianten auch die verschiedensten Biotope und Mikrohabitate besiedelt. Sie leben in kargen Steppengebieten, in kühleren Bergregionen bis hin zu Küstenlandschaften. Das weitaus größte Verbreitungsgebiet erstreckt sich jedoch über die tropischen Regenwälder der Insel.

## Fortpflanzung

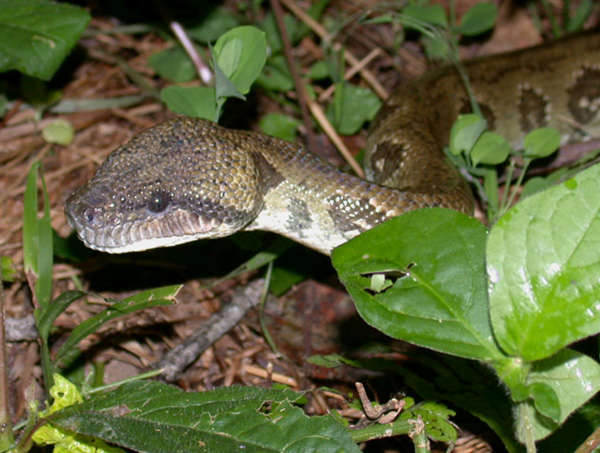
Madagaskar-Hundskopfboa

Wie alle Boas ist auch die Madagaskar-Hundskopfboa lebendgebärend (ovovivipar). In freier Natur lebende Weibchen paaren sich zu Beginn der Paarungszeit mit mehreren Männchen. Treffen sich diese, können sie sich schwere Rangkämpfe liefern, die in der Regel mit der Flucht des unterlegenen Tieres oder – im Terrarium – erst mit dem Tod eines oder infolge der schweren Verletzungen auch beider Tiere enden. Die Tragzeit der Weibchen beträgt 6 bis 8 Monate, es werden nach dieser Zeit bis zu 16 Jungtiere geboren. Meist ist die Anzahl der Neonaten ("Babys") mit 4 bis 6 jedoch deutlich geringer. Diese sind rot gefärbt und färben sich erst im Alter zwischen 6 Monaten und 3 Jahren zu ihrer endgültigen Farbe um. Die Jungtiere sind absolut baumbewohnend (arboricol).

## Farbwechsel
Bemerkenswert ist, wie auch beim Grünen Baumpython, die Umfärbung der meist grünen trächtigen Weibchen. Diese können während der Tragzeit wesentlich dunkler werden, so dass sie auf dem Rücken fast schwarz sind. Diese Umfärbung dient vermutlich dazu, die Sonnenenergie aufgrund des größeren Energieverbrauchs schneller aufnehmen und speichern zu können. Nach erfolgtem Wurf wechseln die Tiere bei der nächsten Häutung wieder in ihre normale Färbung zurück. Wie beim Baumpython sind die Jungtiere der Madagaskar-Hundskopfboa rot gefärbt. Die rötliche Färbung verliert sich nach etwa 1 bis 2 Jahren allmählich und wechselt in die Grundfärbung der adulten Tiere über.

## Systematik
Die wissenschaftliche Erstbeschreibung der Gattung Sanzinia erfolgte im Jahre 1849 durch John Edward Gray. Sie wird in die Familie der Boas (Boidae) gestellt. Nachdem Sanzinia ursprünglich zur Unterfamilie der Boaschlangen (Boinae) gerechnet wurde, wird die Gattung jetzt in die Unterfamilie der  Madagaskarboas (Sanziniinae) gestellt.

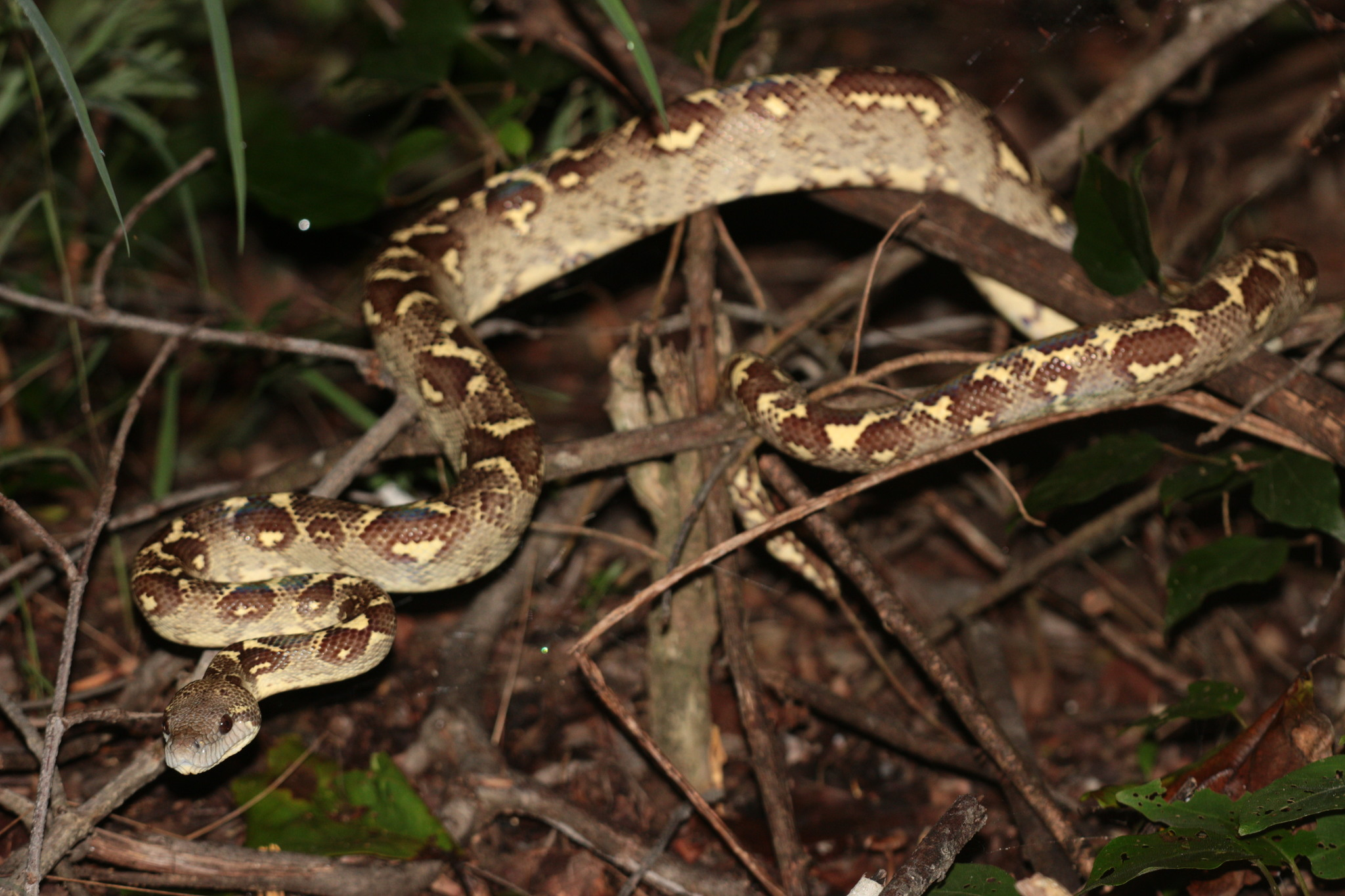
Nosy Komba-Hundskopfboa (Sanzinia volontany)

- Siehe auch: Systematik der Schlangen.

## Unterarten
Es sind mehrere Varianten bezüglich Größe, Zeichnung, Farbe und Form des Kopfes bekannt. Dies lässt vermuten, dass von Sanzinia madagascariensis mehrere Unterarten existieren. Die 2014 vorgeschlagene Erhebung der Nosy Komba-Hundskopfboa zur eigenständigen Art (Sanzinia volontany Vences & Glaw, 2004) ist umstritten.

## Schutzstatus
Da der natürliche Lebensraum der Tiere auf der Insel stark gestört ist und auch in immer größerem Umfang zerstört wird, wurde diese Art wie alle auf Madagaskar beheimateten Schlangen stark geschützt. Sie wurde in den Anhang A des Washingtoner Artenschutzabkommens aufgenommen und genießt auch als Anhang-A-Art der europäischen Artenschutzverordnung den höchsten Schutzstatus. Das bedeutet, dass Sanzinia madagascariensis in Deutschland nicht ohne Genehmigung der zuständigen Behörde gehalten werden darf. Bei Transport der Tiere muss auch die Genehmigung der zuständigen Landesbehörde vorhanden sein, zusätzlich besteht für Wildexemplare ein gesondertes Schaustellungs- und Vermarktungsverbot. Beim Im- oder Export von Sanzinia madagascariensis gelten besondere Bestimmungen. Es muss eine Genehmigung des Bundesamts für Naturschutz vorhanden sein, zusätzlich schreibt die Bundesartenschutzverordnung vor, dass Reptilienarten des Anhangs A der europäischen Artenschutzverordnung zum Zwecke der Wiedererkennung des Tieres kennzeichnungspflichtig sind.